# جيمي وات
جيمي وات (بالهولندية: Jamie Watt)‏ هو لاعب كرة قدم هولندي في مركز حراسة المرمى، ولد في 11 يناير 1994 في دندي في المملكة المتحدة. لعب مع هيلموند سبورت.

## وصلات خارجية
- جيمي وات على موقع قاعدة بيانات كرة القدم.إي يو (الإنجليزية)
- جيمي وات على موقع Soccerway.com (الإنجليزية)
- جيمي وات على موقع عالم كرة القدم.نت (الإنجليزية)